# Zeki Velidi Togan
Zeki Velidi Togan (Basjkiers: Әхмәтзәки Әхмәтшаһ улы Вәлиди, Russisch: Ахмет-Заки Ахметшахович Валидов, Achmet-Zaki Achmetsjachovitsj Validov) (Koezjanovo, Gouvernement Oefa, Keizerrijk Rusland, 10 december 1890 - Istanboel, Turkije, 26 juli 1970) was een Basjkiers historicus, Turkoloog en leider van de Basjkierse onafhankelijkheidsbeweging.

## Biografie
Togan kwam ter wereld in het dorpje Koezjanovo in Basjkirië. In december 1917 riep Togan de autonomie van Basjkirië uit tijdens een congres in Orenburg. Op 3 februari 1918 werd hij gearresteerd door Sovjettroepen. Hij wist echter te vluchten. 
In 1920 vertrok Togan naar Turkestan om daar de Basmatsjiopstand te leiden. In 1925 verhuisde Togan naar Turkije. Hij bracht jaren door in Europa, maar keerde op uitnodiging terug naar Turkije in 1939. In 1970 overleed Togan in Istanboel.
- Bibsys: 90756218
- Bibliothèque nationale de France: cb12152903n (data)
- CiNii: DA02196810
- Gemeinsame Normdatei: 118623176
- International Standard Name Identifier: 0000 0001 1029 1460
- Library of Congress Control Number: n82148771
- Nationale bibliotheek van Australië: 35209377
- Nationale Bibliotheek van Israël: 987007273731405171
- Nederlandse Thesaurus van Auteursnamen: 070495033
- Réseau des bibliothèques de Suisse occidentale: 02-A005496427
- LIBRIS: 246717
- SNAC: w6p0118d
- Système universitaire de documentation: 030029694
- TDVİA: togan-ahmet-zeki-velidi
- Trove: 866316
- Virtual International Authority File: 71428732
- WorldCat: E39PBJp6899yJVYRkrv3Wj4wmd